# Saint-Jean-de-Buèges
 Saint-Jean-de-Buèges  es una población y comuna francesa, situada en la región de Languedoc-Rosellón, departamento de Hérault, en el distrito de Montpellier y cantón de Saint-Martin-de-Londres.

## Demografía
| 142 | 115 | 123 | 125 | 124 | 184 |
| Para los censos de 1962 a 1999 la población legal corresponde a la población sin duplicidades (Fuente: INSEE [Consultar]) |     |     |     |     |     |